# Siha (Distrikt)
Siha ist ein Distrikt in der Region Kilimandscharo im Nordosten von Tansania mit dem Verwaltungssitz in Sanya Juu. Er grenzt im Westen und Norden an die Region Arusha, im Nordosten an den Distrikt Rombo und im Südosten und Süden an den Distrikt Hai.

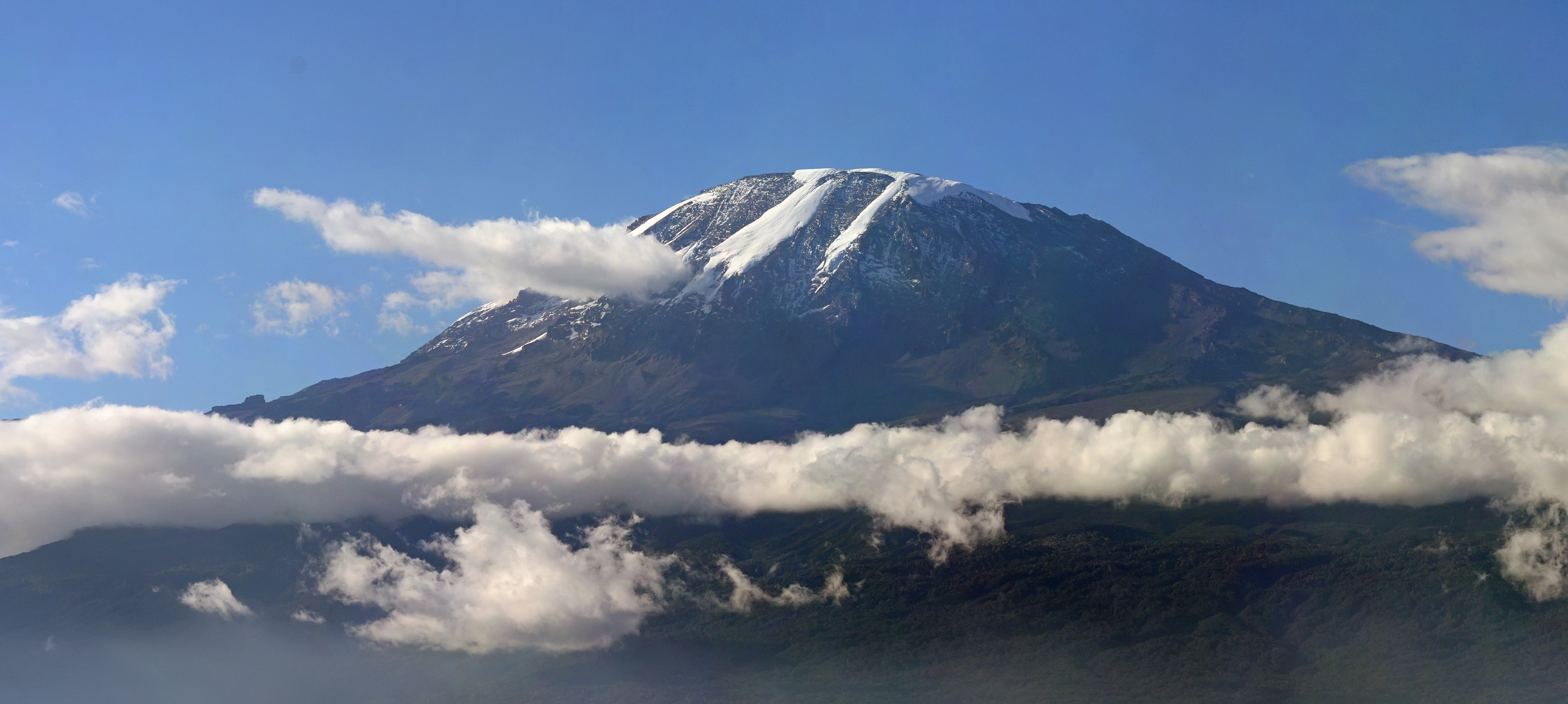
Kilimandscharo, links im Bild ein Teil des Distrikts Siha

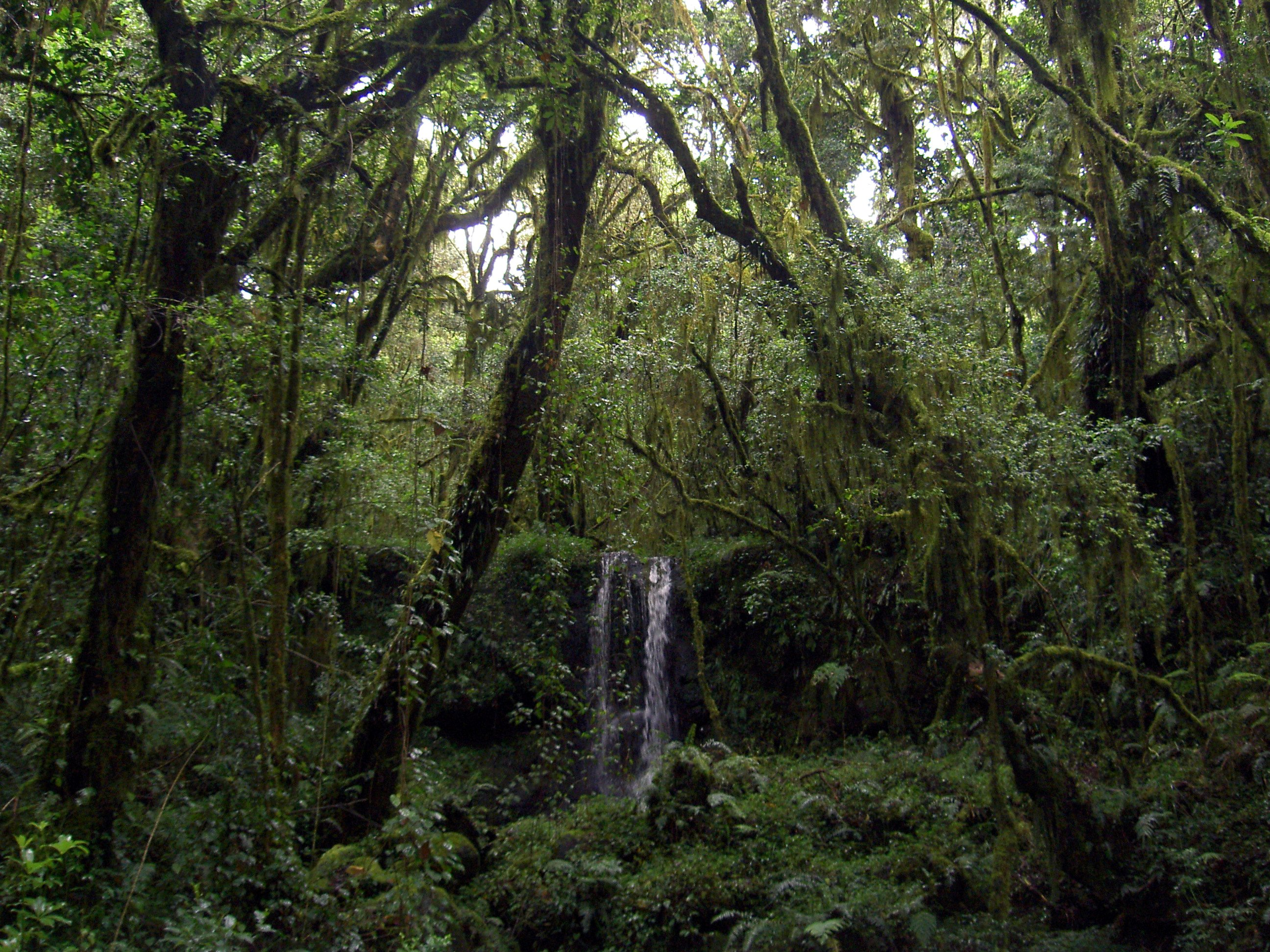
Waldzone am Kilimandscharo

## Geographie
Der Distrikt hat eine Größe von 1158 Quadratkilometer und 139.019 Einwohner (Volkszählung 2022). Das Gebiet wird in drei agrarökologische Zonen unterteilt: Das Tiefland bis zu einer Höhe von 1500 Meter über dem Meer, das Hochland, das daran anschließt und bis zu 3000 Meter Seehöhe reicht, und der Wald, der über 3000 Meter Seehöhe liegt.
Das Klima hängt stark von der Höhenlage ab. Im Süden, in der Höhenlage von rund tausend Meter, ist es warm und gemäßigt, Cfa nach der effektiven Klimaklassifikation. Es regnet über 1000 Millimeter im Jahr, Niederschläge gibt es auch in den trockensten Monaten Juli bis September. Die Durchschnittstemperatur liegt bei 20 Grad Celsius.

## Geschichte
Der Distrikt Siha wurde 2007 durch Abspaltung vom Distrikt Hai gegründet.

## Verwaltungsgliederung
Der Distrikt wird in 17 Gemeinden (Kata) unterteilt (Stand 2016):
- Biriri
- Donyomurwak
- Gararagua
- Ivaeny
- Kashashi
- Karansi
- Kirua
- Livishi
- Makiwaru
- Miti Mirefu
- Nasai
- Ndumeti
- Ngarenairobi
- Olkolili
- Ormelili
- Sanya Juu
- Songu

## Bevölkerung
Die Bevölkerung nahm von 89.214 im Jahr 2002 auf 116.313 im Jahr 2012 zu. Das entspricht einem jährlichen Wachstum von 2,7 Prozent und einer Verdopplungszeit von 26 Jahren. Die Alphabetisierung stieg in diesem Zeitraum von 78 auf 85 Prozent. Von der Volkszählung 2012 bis 2022 stieg die Bevölkerungszahl um jährlich 1,8 Prozent auf 139.019.

## Einrichtungen und Dienstleistungen
- Bildung: Von den 60 Grundschulen sind 6 Privatschulen. Die 19 weiterführenden Schulen sind zu zwei Dritteln öffentliche Schulen (Stand 2019).[1][8]
- Gesundheit: Für die medizinische Versorgung der Bevölkerung gibt es zwei Krankenhäuser, fünf Gesundheitszentren und 14 Apotheken.[1]
- Wasser: Im Jahr 2017 hatten 86 Prozent der Bevölkerung Zugang zu sauberem Wasser.[1]

| Der Großteil der Bevölkerung ist in der Landwirtschaft tätig. - Landwirtschaft: Der größte Teil des Landes unter der Waldzone ist für die Landwirtschaft geeignet. Die wichtigsten Nahrungsmittel für den Eigenbedarf sind Bohnen, Mais, Kartoffeln, Erbsen, Bananen und Gemüse. Für den Verkauf werden Kaffee, Weizen und Obst angebaut (Stand 2018). Von den 27.000 Haushalten im Distrikt hielten 15.000 Nutztiere, überwiegend Hühner, Rinder und Ziegen. - Forstwirtschaft: Im Jahr 2012 wurden mit Hilfe eines Programmes der Vereinten Nationen 689.000 Bäume im Distrikt gepflanzt, um die Wasserreserven zu bewahren. | Die zur Anzeige dieser Grafik verwendete Erweiterung wurde dauerhaft deaktiviert. Wir arbeiten aktuell daran, diese und weitere betroffene Grafiken auf ein neues Format umzustellen. (Mehr dazu) |

- Straße: Durch den südlichsten Teil des Distriktes führt die Nationalstraße T2 von Moshi nach Arusha.[11]

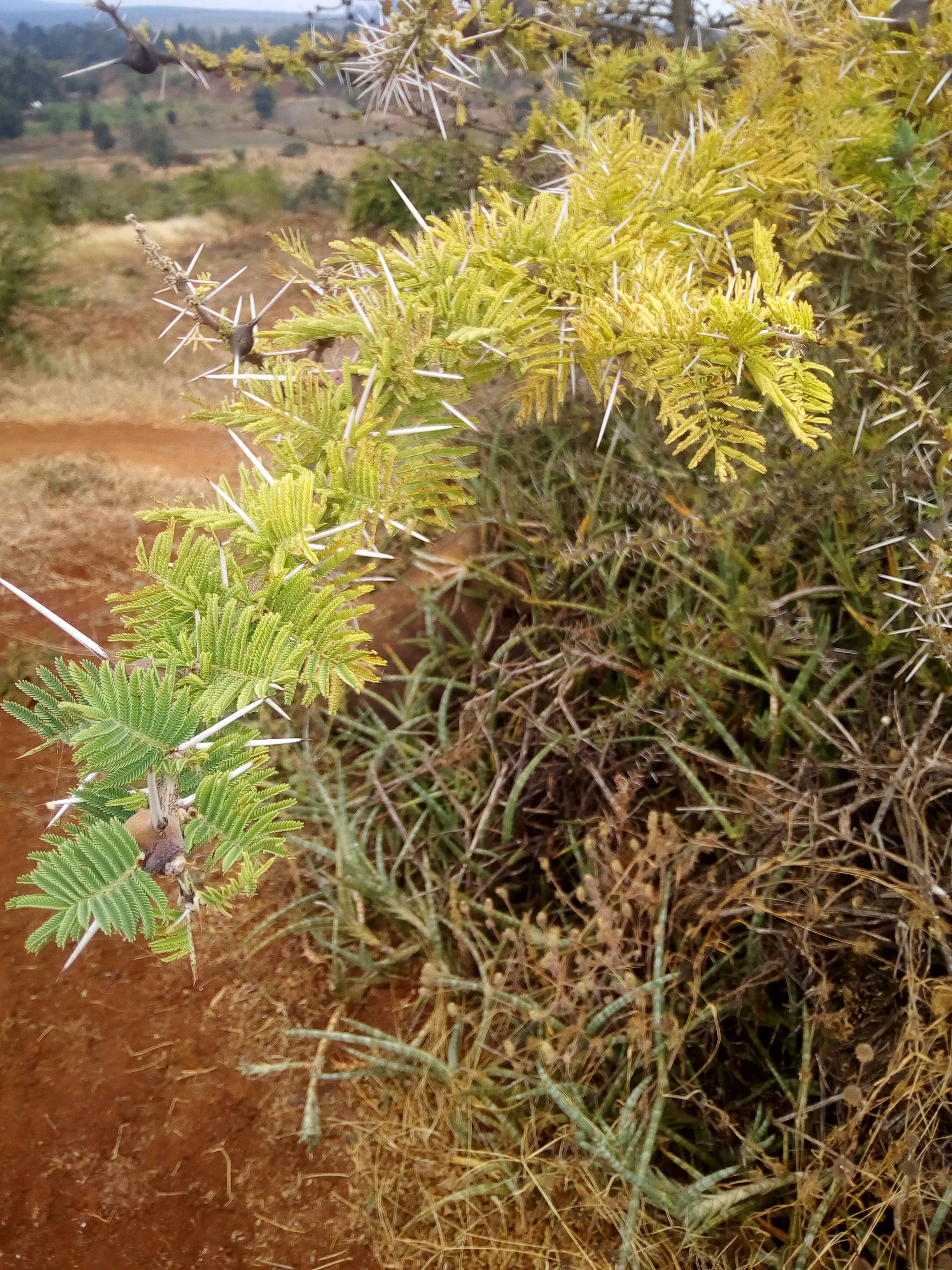
Vegetation am Fuß des Kilimandscharo

## Naturschutzgebiete, Sehenswürdigkeiten
- Kilimandscharo-Nationalpark: Siha hat mit seiner Waldzone im Nordosten Anteil am 1668 Quadratkilometer großen Nationalpark.[12][3]

## Sonstiges
Das Missionskloster Wernberg in Kärnten in Österreich betreibt seit 25 Jahren eine Partnerschaft mit dem Namen Friend of Sanya Juu. Im Jahr 2000 wurde eine weiterführende Schule gegründet und bis zum Jahr 2010 auf acht Klassen erweitert.